# معركة فوكوفار
معركة فوكوفار (بالكرواتية والصربية: Bitka za Vukovar) هو حصار مدته 87 يوما فرضته القوات الصربية على مدينة فوكوفار الكرواتية خلال حرب الاستقلال الكرواتية. بدأ الحصار في 25 أغسطس وانتهى باقتحام القوات الصربية البلدة في 18 نوفمبر 1991.
في عام 1990 بدأت يوغوسلافيا بالتفكك، وواصل كل من الرئيس الصربي سلوبودان ميلوسيفيتش والرئيس الكرواتي فرانيو تودجمان في تأجيج النزعة القومية. وبدأ تمرد مسلح من قبل الميليشيات الصربية الكرواتية، بدعم من الحكومة الصربية ومجموعات شبه عسكرية، الذين سيطروا على المناطق التي يسكنها الصرب في كرواتيا. بدأ الجيش الشعبي اليوغوسلافي في التدخل لصالح التمرد، واندلع النزاع في المنطقة الشرقية من كرواتيا من سلافونيا في مايو 1991. في أغسطس شن الجيش الشعبي اليوغوسلافي هجوما واسع النطاق ضد الأراضي التي يسيطر عليها الكروات في سلافونيا الشرقية، بما في ذلك فوكوفار.
تم الدفاع عن فوكوفار من قبل 1,800 جندي بالأسلحة الخفيفة منتمين إلى الحرس الوطني الكرواتي وبعض الأهالي المتطوعين ضد 36,000 جندي يوغوسلافي. خلال المعركة، أطلقت قذائف وصواريخ على البلدة بمعدل يصل إلى 12000 في اليوم. وكانت تعتبر من أعنف المعارك والتي طال أمدها منذ، وكانت فوكوفار أول مدينة أوروبية كبرى دمرت تماما منذ الحرب العالمية الثانية. وعندما سقطت مدينة فوكوفار في 18 تشرين الثاني 1991، ذبح المئات من الجنود والمدنيين على يد القوات الصربية ورُحِل ما لا يقل عن 31000 من السكان من المدينة والمناطق المحيطة بها. كانت فوكوفار تتعرّض لتطهير عرقي للسكان غير الصرب، وأصبحت جزءاً من الجمهورية المعلنة وهي جمهورية كرايينا الصربية. واتهم مسؤولون في وقت لاحق سياسة صربيا العسكرية والسياسية، بما في ذلك ميلوسيفيتش، واتهامه بارتكاب لجرائم حرب أثناء وبعد المعركة.
استنفدت المعركة الجيش الشعبي اليوغوسلافي وباتت نقطة تحول في الحرب الكرواتية، وأعلن وقف إطلاق النار بعد بضعة أسابيع، وظلت فوكوفار في أيدي الصرب حتى عام 1998 عندما دُمِجُوا سلميا في كرواتيا. ومنذ ذلك الحين لم يتم بناء المدينة وعلامات التشويه والحرب لا تزال موجودة، والعديد من المباني مدمرة حتى الآن من سبب المعارك الطاحنة. اثنتين من الطوائف العرقية الرئيسية لا تزال مقسمة، ولم تستعد المدينة ازدهارها السابق حتى الآن.

## الخلفية التاريخية
تعد مدينة فوكوفار مركزاً إقليمياً هاماً على الحدود الشرقية لكرواتيا، وتقع على الضفة الغربية من لنهر الدانوب في منطقة سلافونيا الشرقية ويتألف سكانها من خليط متنوع من الكروات والصرب والمجريين والسلوفاك، والروثينيين والعديد من القوميات الأخرى، والذين عاشوا معا لقرون في وئام نسبي قبل أن تندلع الحرب الكرواتية. وتعد فوكوفار واحدة من أغنى المناطق في يوغوسلافيا قبل الحرب. وقد انعكست فوكوفار منذ زمن طويل واحدة من المدن المزدهرة وعامرة بالفن الباروكي.
في أعقاب الحرب العالمية الثانية خضعت المنطقة لتغيرات ديموغرافية رئيسية عندما طُرِّد السكان من القومية الألمانية واُسْتُبْدِلُوا بالمستوطنين الصرب والجبل الأسود من أماكن أخرى في يوغوسلافيا. وبحسب الإحصاء اليوغوسلافي الأخير لعام 1991، سجلت بلدية فوكوفار، التي شملت المدينة والقرى المحيطة بها نحو 84,189 نسمة، يشكل الكروات 43.8% من السكان فيما يشكل الصرب 37.5% أما النسبة المتبقية من السكان فقد كانوا أعضاءً في جماعات عرقية أخرى.
منذ عام 1945، كانت جمهورية يوغسلافيا الاشتراكية تحكم كدولة اتحادية تتألف من ست جمهوريات منشأة حديثا وهم كالتالي، سلوفينيا، كرواتيا، البوسنة والهرسك وصربيا والجبل الأسود ومقدونيا. وقد تم تعريف الحدود الحالية بين صربيا وكرواتيا في عام 1945 من قبل الحكومة اليوغوسلافية الاتحادية الذي كلفت اللجنة المناطق ذات الأغلبية السكانية الصربية في جمهورية صربيا الاشتراكية وتلك ذات الأغلبية الكرواتية لجمهورية كرواتيا الاشتراكية. تركت هذه الأقلية الصربية الكبيرة في الأراضي الكرواتية.
بعد وفاة الزعيم اليوغوسلافي جوزيف بروز تيتو في عام 1980، واصلت الحكومة إحياء القومية العرقية والجمهوريات الفردية وبدأت لتأكيد سلطتها بقوة أكبر لأن الحكومة الاتحادية ضعيفة. انتقلت سلوفينيا وكرواتيا من أجل ديمقراطية متعددة الأحزاب، والإصلاح الاقتصادي، ولكن صربيا بحكمها الاستبداد الشيوعي برئاسة سلوبودان ميلوسيفيتش الذي عارض الإصلاح وسعى لزيادة سلطة الحكومة اليوغوسلافية الشيوعية. في عام 1990، عقدت سلوفينيا وكرواتيا والتي انتهت الانتخابات وجلبت الحكم الشيوعي المؤيد للاستقلال والأحزاب القومية إلى السلطة في كل من الجمهوريتين. في كرواتيا، أخذ حزب الاتحاد الديموقراطي الكرواتي بقيادة فرانجو تودجمان المنصب، وعين تودجمان رئيسا للجمهورية.
قوبل برنامج تودجمان بالمعارضة العديد من أعضاء الأقلية الصربية في كرواتيا بدعم من ميلوسيفيتش، ندد الاتحاد الديمقراطي الكرواتي واستكماله للحركة القومية الفاشية، الذين كانوا قد ذبحوا مئات الآلاف من الصرب خلال الحرب العالمية الثانية. من منتصف عام 1990، شنت تمردا مسلحا في المناطق التي يسكنها الصرب في كرواتيا وإعداد أوبلاست الصربي الذي أعلن استقلاله الذاتي بدعم سري من الحكومة الصربية والمجموعات شبه العسكرية الصربية. الحكومة الكرواتية خسرت بسرعة السيطرة على مناطق واسعة من الجمهورية. في شباط 1991، أعلنت صرب كرايينا الاستقلال عن كرواتيا وأعلنت أنها سوف تتحد مع المجتمعات الصربية الأخرى في جميع أنحاء كرواتيا وأنها سوف تنفصل وتأسس الميليشيات الخاصة بهم.

## التمهيد للحرب

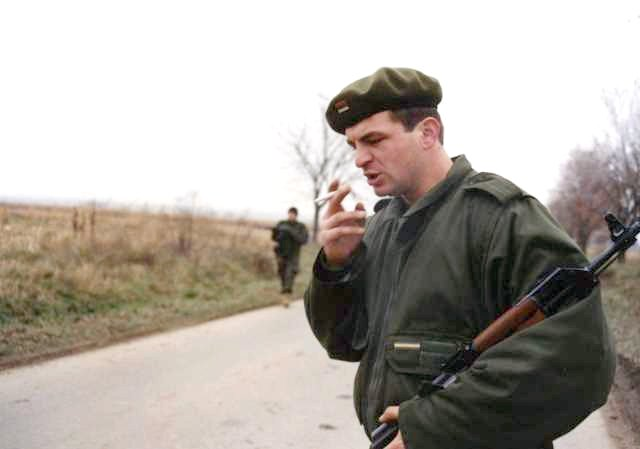
دورية شبه عسكرية لأفراد صرب في أردوت، سلافونيا الشرقية، 1991.

الصراع بين الصرب والكروات امتدت إلى سلافونيا الشرقية في أوائل عام 1991. في 1 نيسان، بدأ سكان القرى الصربية حول فوكوفار وغيرها من المدن في سلافونيا الشرقية لإقامة حواجز على الطرق الرئيسية. انتقل النسور البيض، وهي مجموعة شبه عسكرية صربية بقيادة فويسلاف شيشيلي، في القرية التي يسكنها الصرب في بوروفو سيلو إلى الشمال مباشرة من فوكوفار. في 1 مايو، غويكو شوشاك، وزير في الحكومة الكرواتية والقومية المتشددة، أطلق شخصيا ثلاث صواريخ تطلق من على الكتف صواريخ مضادة للدبابات باتجاه المنازل التي يسكنها الصرب في بوروفو سيلو. لم تكن هناك إصابات، لكن الهجوم تفاقم وزادت من التوترات العرقية. في اليوم التالي نصبت القوات شبه العسكرية الصربية كمينا لحافلتين للشرطة الكرواتية في وسط بوروفو سيلو، مما أسفر عن مقتل 12 شرطيا وجرح 22. القتل كان اسوأ عمل من أعمال العنف التي وقعت بين الصرب والكروات منذ الحرب العالمية الثانية. غضب كثير من الكروات وأدى النزاع إلى خلق موجة من العنف العرقي في سلافونيا.
بعد فترة وجيزة، اقتحمت وحدات من الجيش الشعبي اليوغوسلافي بوروفو سيلو. وقد رحب تدخل الجيش من قبل بعض القادة الكروات المحليين، ولكن الكرواتي نائب وزير الداخلية ميلان بريزاك اتهم الجيش الشعبي اليوغوسلافي من منع الشرطة الكرواتية من التعامل مع القوات شبه العسكرية. المعارك اندلعت في مختلف أنحاء المنطقة بين الميليشيات المتناحرة. في فوكوفار، تمت مضايقة السكان الصرب الكروات، بعنف أحيانا. الشرطة الكرواتية استولت على محطة اذاعية محلية وهي راديو فوكوفار، وطُرِد موظفون صرب من المحطة المختلطة عرقيا واستبدالها بالكروات. الميليشيات الصربية منعت طرق النقل في الريف في الغالب التي يسكنها الصرب حول فوكوفار.
في 19 مايو 1991، عقدت الحكومة الكرواتية استفتاءً عاماً على إعلان السيادة. في فوكوفار، كما في أماكن أخرى في كرواتيا، حث القوميون المتشددون الصرب إلى مقاطعة الاستفتاء، في حين دعا المعتدلون باستخدام استطلاع للتسجيل المعارضة للاستقلال. لم الصرب المحليين العديد من التصويت، ولكن مع مرور الاستفتاء 94 في المائة على الصعيد الوطني في التصويت.
تفاقم العنف داخل وحول مدينة فوكوفار بعد الاستفتاء على الاستقلال. ولم يبلغ عن تكرار هجمات بالأسلحة النارية والقنابل في البلدة والقرى المحيطة بها. طردت القوات شبه العسكرية الصربية الآلاف من غير الصرب من ديارهم في البلدية. هاجمت القوات شبه العسكرية الكرواتية، بقيادة توميسلاف والصرب في فوكوفار وحولها، الصرب قد اختفوا أو قتلوا، وآلاف آخرون فروا من منازلهم. وقال ممثل الحكومة الكرواتية في زغرب وفوكوفار ان "المدينة مرة أخرى ضحية من ضحايا الإرهاب، والصراعات المسلحة والاستفزازية تبادل لإطلاق النار مع عواقب محتملة لا يسبر غوره، والسياسة التي اتبعت حتى الآن خلقت جوا من الرعب بين الكرواتيين والصرب. مسلحون من الجانبين حرق ونهب مئات المنازل والمزارع في المنطقة.
العديد من الصرب الذين عاشوا في فوكوفار قاوموا الدعاية القادمة من بلغراد وكنين واستمروا في العيش بسلام مع جيرانهم الكروات. المستوطنون القدامى الدوياتشي، أو الوافدون الجدد، الذين انتقلت عائلاتهم من جنوب صربيا والجبل الأسود ليحلوا محل الألمان بعد ترحيلهم عام 1945، كانوا الأكثر استجابة للنداءات القومية. باولو روميز يصف كيف أنهم حاولوا على المدى البعيد الفوز بالمشاركة العرقية على التعبئة وطنية. فعندما فشلوا في ذلك، قُتلوا ونُهبوا وصودرت ممتلكاتهم وبضائعهم، أو طردوا بعيدا. فإن المستوطنين القدامى لا يمكن أن يشاركوا آخرين على حساب القوميات الأخرى.

## القوات المتعارضة وميزان القوى
بحلول نهاية تموز 1991، كانت قوة الدفاع الكرواتي المرتجلة في فوكوفار تكاد تكون محاطة من قبل الميليشيات الصربية في القرى المجاورة. القوات شبه العسكرية وجنود الجيش الشعبي اليوغوسلافي والصربي المجندين في قوات الدفاع الإقليمي كانت موجودة في المناطق التي يسكنها الصرب. وهناك قوة الجيش الشعبي اليوغوسلافي الصغيرة في ثكنة بلدة في مقاطعة سايمستي في فوكوفار، وتحيط بها الأراضي التي تسيطر عليها القوات الكرواتية. على الرغم من أن الجانبين الكرواتي والصربي أو يوغوسلافي، كان عدد من الصرب والكروات وكذلك العديد من الجماعات الأخرى في يوغوسلافيا الوطنية حاربوا في كلا الجانبين، وكان أول قائد قوة في الهجوم مقدونيا، وكان جزء كبير من المدافعين عن الكروات من الصرب وأعراق أخرى.

### القوات الكرواتية

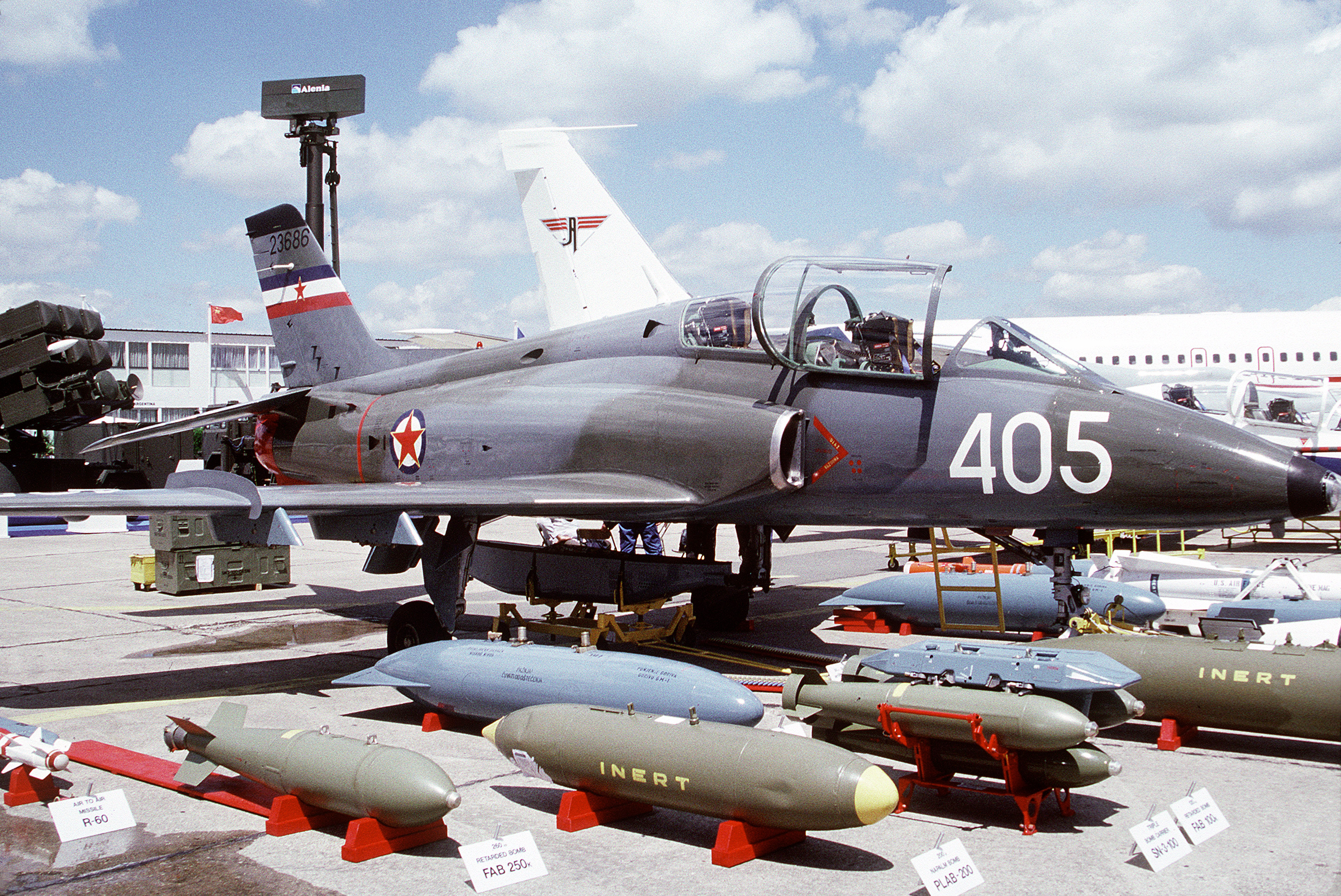
استخدم الجيش الشعبي اليوغسلافي طائرات مقاتلة لمهاجمة القوات الكرواتية في حرب فوكوفار

تألفت القوات الكرواتية في فوكوفار من 1,800 جندي تم جمعهم من المتطوعين ومن وحدات الحرس الوطني الكرواتي المؤسّس حديثا. وتضم هذه القوات نحو 400 فرد من اللواء الأول والثالث من الحرس الوطني الكرواتي.
الكتيبة الرابعة من لواء الحرس الثالث كانت متواجدة في المدينة منذ البداية بينما جاءت عناصر اللواء الأول منسحبة من أماكن أخرى في سيرميا الغربية. وإضافة إلى أفراد الحرس الوطني، كان يوجد بالمدينة 300 أفراد الشرطة و1,100 من المتطوعين المدنيين من فوكوفار وضواحيها. نظمت غالب هذه القوات بالبداية بأسلوب مرتجل لكن مع نهاية سبتمبر 1991 نظمت بشكل رسمي لتشكل «لواء فوكوفار 204» والذي عرف أيضا باسم اللواء 124. وقد قاد القوات الكرواتية المدافعية عن فوكوفار المقدم ميل ديداكوفيتش وهو أحد الضباط السابقين في الجيش اليوغسلافي وقد تطوع في الحرس الوطني الكرواتي في فوكوفار ثم كلف بالدفاع عن المدينة.
في بداية المعركة كانت القوات الكرواتية مسلحة بشكل سيء. الكثير من القوات لم تكن مسلحة إلا ببنادق الصيد. وبشكل عام فقد اعتمدت القوات الكرواتية على أسلحة المشاة الخفيفة لكن أمتلكوا القليل من قطع المدفعية والمدافع المضادة للطائرات وأرتجلوا وضع الألغام الأرضية. كذلك أمتلكت الكرواتية على عدة مئات من الأسلحة المضادة للدروع التي شملت مدافع من طراز إم79 وإم80، لكنهم عانوا من نقص حاد بالذخيرة خلال المعركة. وبالرغم من أن الحكومة الكرواتية قد أرسلت الإمدادات في المراحل الأولى من المعركة لكن المدافعين على المدينة لم يعطوا الكثير من الأهمية من قبل للحكومة الكرواتية وذلك يعود بشكل أساسي إلى صعوبة الوصول إلى المدينة وأيضا بسبب قرار الحكومة الكرواتية بدعم كروات البوسنة بكميات كبيرة من الأسلحة والذخيرة خلال الحرب البوسنية. وبهذا سببت نقصا في السلاح ضمن قواتها المسلحة.

### القوات اليوغسلافية والصربية

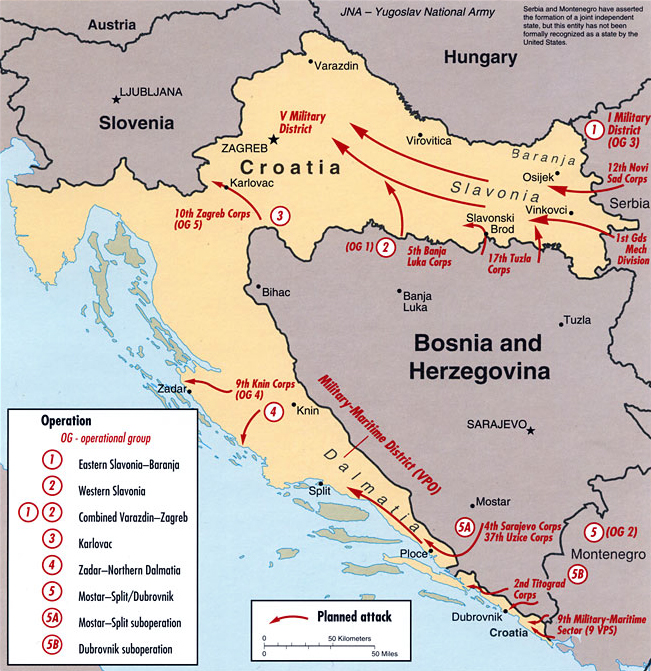
الخطة الهجومية الاستراتيجية للجيش الشعبي اليوغوسلافي في كرواتيا، 1991. تُخَلَّي عن الخطة بعد أن استنفدت قدرات الجيش بعد معركة فوكوفار لتكثيف مزيد من الحرب في كرواتيا

تألفت القوات المهاجمة لفوكوفار من 36,000 جندي ضمن الجيش الشعبي اليوغسلافي وعدة ميليشات صربية. على الرغم من خوض المعركة بالشكل الرئيسي من قبل الجيش اليوغوسلافي الاتحادي، كانت حكومة صربيا معنية ومتداخلة في الحرب. وكانت وكالة الشرطة الصربية السرية كان لها أيضا مشاركة مع الجيش، وشارك في العمليات العسكرية، وبعض من ضباطها من القوات شبه العسكرية الصربية القومية قد قادوا كتائبا في وحدات القتال في فوكوفار. وزارة الداخلية الصربية عملت على توجيه الجماعات شبه العسكرية، وكذلك في التسليح وسهلت لهم جميع التجهيزات العسكرية. وقد اتهم في بعد ذلك سلوبودان ميلوسيفيتش بتورطه المباشر في هذه العمليات. وفقا لفيسيلين شليفانتشانين، الذي أدين أيضا بجرائم الحرب المرتكبة في فوكوفار، قال أن الأوامر كانت لشن القذائف تأتي من ديديني موطن سلوبودان ميلوسيفيتش.
حينما بدأت الحرب في سلوفينيا، كان الجيش ما زال يرى نفسه بأنه مدافع لوحدة يوغوسلافيا الشيوعية وليس أداة للقومية الصربية. وزير الدفاع الصربي والقائد العام للجيش الجنرال فليكو كاديفيتش وهو شيوعي ملتزم سعى في البداية للحفاظ على يوغوسلافيا متحدة بالقوة، وأعلن حياد الجيش في الصراع الدائر بين صربيا وكرواتيا.
عسكريا خططت القيادة العامة في الجيش اليوغوسلافي إلى تقسيم كرواتيا لشطرين بهدف السيطرة على المناطق التي يقطنها الصرب وكلها تقريبا كانت على الساحل الدلماشي وجزء كبير من وسط وشرق كرواتيا. وذلك بهدف إجبار القيادة السياسية في كرواتيا على الاستسلام وإعادة التفاوض بشأن عضويتها في يوغوسلافيا. من ناحية أخرى لم تكن القومية الصربية تسيطر على قيادة الجيش اليوغوسلافي حيث كانت القيادة اليوغوسلافية متعددة القوميات. ولذلك كان كاديفيتش ينحدر من أصل كرواتي وصربي ونائبه كان سلوفينيا، وقائد قوات الجيش الشعبي اليوغوسلافي في المرحلة الأولى من المعركة كان مقدونيا، ورئيس القوات الجوية اليوغوسلافية، التي قصفت مرارا مدينة فوكوفار أصله كرواتي.
خسارة سلوفينيا في حرب العشرة أيام قد غدا من المستحيل تحقيق الهدف الأصلي لحفظ يوغوسلافيا سليمة. الكثير من أعضاء الجيش الصربي لم يعد يرغب في الكفاح من أجل يوغوسلافيا المتعددة الأعراق. بعض قادة الجيش الشعبي اليوغوسلافي يؤيد علنا للمتمردين الصرب في كرواتيا، وقدموا لهم الأسلحة. على الرغم من أن كاديفيتش وغيره من كبار قادة الجيش الشعبي اليوغوسلافي في البداية قالوا أن الجيش يجب أن يدافع عن جميع دول يوغوسلافيا، ثم أدركوا أخيرا أنه لا توجد فرصة لتحقيق الأهداف الأصلية، وألقوا دعمهم وراء المتمردين الصرب في كرواتيا.
صورت يوغوسلافيا وصربيا الكروات الأستاشي باستعمال الإبادة الجماعية التي استولت بشكل غير قانوني على الأراضي اليوغوسلافية، وكانت تهدد المدنيين الصرب في تكرار لمذابح ضد الصرب في الحرب العالمية الثانية. كاديفيتش في وقت لاحق برّر الهجوم على الجيش الشعبي اليوغوسلافي ضد فوكوفار باعتبار أن ذلك كان جزءً من العمود الفقري للجيش الكرواتي، وكان لا بد من التحرير. وادعى الجيش الشعبي اليوغوسلافي بعد المعركة أن فوكوفار كانت على مدى عقود دعمت انتشار الجيش الألماني من قبْل، قبالة نهر الدانوب. وأعلن قائد القوات شبه العسكرية فويسلاف شيشيلي قائلاً: نحن جميعا جيش واحد وهذه الحرب هي حب عظيمة. ويمكن اختبار الفارين للصرب، أولئك الذين يجتازون الاختبار سيصبح من الفائزين.الهارب من التجنيد لا يمكن أن يمر دون عقاب.. ليس هناك أستاشي واحد يجب تركه في فوكوفار على قيد الحياة.

## المرحلة الأولى، أغسطس إلى سبتمبر

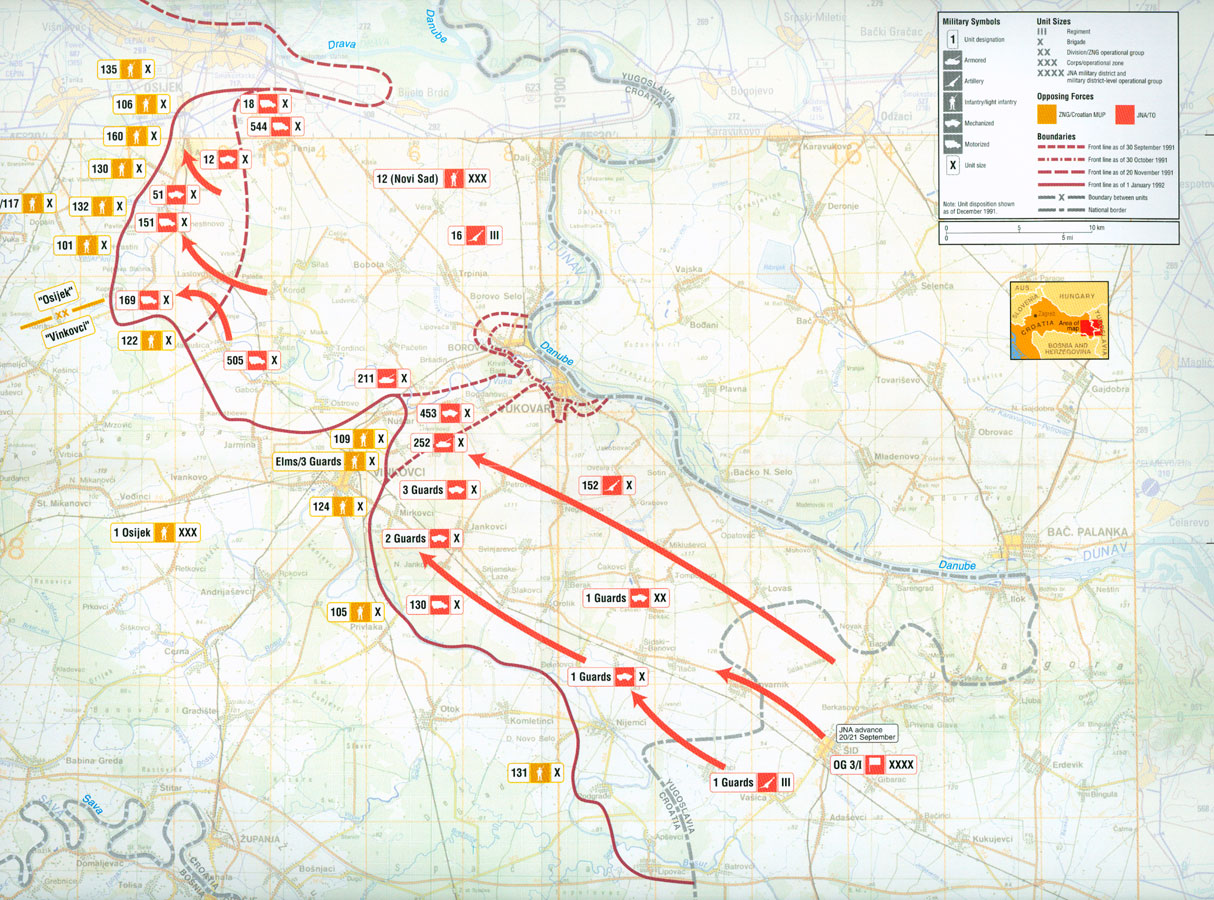
خريطة للعمليات العسكرية في سلافونيا الشرقية، سبتمبر 1991-يناير 1992. وكان خط الجبهة في نهاية الحملة لتبقي الحدود بين كرواتيا والأراضي التي يسيطر عليها الصرب حتى كانون الثاني 1998

معركة فوكوفار جرت على مرحلتين على مدى 90 يوما من أغسطس حتى سبتمبر 1991، قبل أن تحاط المدينة بشكل كامل، ومن أوائل أكتوبر إلى منتصف نوفمبر تشرين الثاني عندما كانت المدينة المحاصرة طوقت من قبل الجيش الشعبي اليوغوسلافي. من شهر يونيو، قصفت القوات الصربية فوكوفار والقرى المجاورة بالمدفعيات وقذائف الهاون يوميا أو بشكل شبه يومي. وخلال شهر يوليو بدأ الجيش الشعبي اليوغوسلافي بالانتشار بأعداد كبيرة في أنحاء سلافونيا الشرقية والمناطق المحيطة بفوكوفار من ثلاث جهات. بدأ القتال العنيف في نهاية أغسطس. في 23 أغسطس، الضاحية الشمالية من منطقة ناسيليي بوروفو، التي يسيطر عليها الكروات في فوكوفار، أمطرت بوابل من القذائف الثقيلة. القوات الكرواتية أسقطت طائرتين يوغوسلافيتين من نوع الصقر G-2 [الإنجليزية] باستخدام صواريخ من على الكتف المضادة للطائرات. في اليوم التالي شن الجيش الشعبي اليوغوسلافي المكون من القوات الجوية والبحرية اليوغوسلافية هجوما كبيرا باستخدام طائرات وسفن تابعة للبحرية في نهر الدانوب، بالإضافة إلى الدبابات والمدفعيات. تسبب الهجوم الذي وقع بين كلا الجانبين من الحدود، أضرارا جسيمة وخلّف العديد من الضحايا المدنيين.
أطلقت الحكومة الكرواتية هجوما على حاميات الجيش الشعبي اليوغوسلافي ومستودعات الأسلحة في جميع أنحاء أراضيها في 14 سبتمبر وهو هجوم أطلق عليه اسم معركة الثكنات. وكانت ثكنة واحدة تابعة للجيش الشعبي اليوغوسلافي من اللاتي تعرضن للهجوم في ذلك اليوم، ولكن القوات الكرواتية المحلية فشلت في الاستيلاءعليها. انتقاما من هذا الهجوم، هاجمت القوات شبه العسكرية الصربية المناطق إلى الجنوب الغربي من مدينة فوكوفار في اتجاه نيجوسلافاشي، مما اضطر حوالي ألفي شخص على الفرار. كانت هناك تقارير عن أعمال قتل جماعي وسقوط عشرات القتلى المدنيين. القوات الكرواتية من خارج محيط فوكوفار قد استولت على كميات كبيرة من الأسلحة والذخيرة من المخازن المتوزعة في كل جهة، ومكنتهم من الاستمرار بالتصدي ضد هجمات الجيش الشعبي اليوغوسلافي.

## الهامش
1. ↑  Central Intelligence Agency Office of Russian and European Analysis 2000، صفحة 99
2. ↑  Woodward 1995، صفحة 258
3. 1 2  Central Intelligence Agency Office of Russian and European Analysis 2000، صفحة 100
4. 1 2 3  Šebetovsky 2002، صفحة 11
5. ↑  Sikavica, 28 November 1997
6. ↑  Virski list, November 2008
7. ↑  Prosecutor v. Mrkšić, Radić & Šljivančanin – Judgement, 27 September 2007, p. 8.
8. ↑  Ivančević 1986، صفحة 157
9. ↑  Ramet 2005، صفحات 230–231
10. 1 2 3 4  Prosecutor v. Mrkšić, Radić & Šljivančanin – Judgement, 27 September 2007, p. 14.
11. 1 2  Marijan 2002، صفحة 370
12. ↑  Malović & Selnow 2001، صفحة 132
13. ↑  Prosecutor v. Mrkšić, Radić & Šljivančanin – Judgement, 27 September 2007, p. 16.
14. 1 2  Šebetovsky 2002، صفحة 12
15. ↑  Armatta 2010، صفحة 193
16. 1 2 3  Central Intelligence Agency Office of Russian and European Analysis 2000، صفحة 92
17. ↑  Sell 2002، صفحة 334
18. 1 2  Gibbs 2009، صفحات 88–89
19. ↑  Central Intelligence Agency Office of Russian and European Analysis 2000، صفحات 97–98
20. ↑  Central Intelligence Agency Office of Russian and European Analysis 2000، صفحة 195
21. ↑  Gibbs 2009، صفحة 252
22. ↑  Sikavica 2000، صفحة 144
23. ↑  Armatta 2010، صفحة 192
24. 1 2 3  Tus 2001، صفحة 54
25. ↑  Little & Silber 1997، صفحة 176

## وصلات خارجية
- تقرير مرئي عن ضحايا حرب فوكوفار على يوتيوب